# СР Југославија на Зимским олимпијским играма 1998.
ЗОИ одржане у Нагану, Јапан су биле прво учешће спортиста из Србије и Црне Горе под заставом СР Југославије. Спортистима из тадашње СР Југославији је било одузето право учествовања на претходним ЗОИ услед санкција Уједињених нација које су биле на снази у време одржавања игара. На ове игре СР Југославија је послала своје спортисте захваљујући вајлд картама које је МОК дао југословенским спортистима.
Југославија је на ове игре послала два такмичара који су учествовали у алпском скијању, али су остали без освојене медаље.

## Алпско скијање
| Спортиста       | Дисциплина     | Пласман | Резултат                         |
| --------------- | -------------- | ------- | -------------------------------- |
| Марко Ђорђевић  | велеслалом (м) | 35.     | 2.58,47 (+19,96) 1.30,34+1.28,13 |
| Мирјана Гранзов | слалом (ж)     | 27.     | 1.46,65 (+14,25) 52,45+54,20     |